# Pormpuraaw
Pormpuraaw är en region i Australien. Den ligger i delstaten Queensland, omkring 1 800 kilometer nordväst om delstatshuvudstaden Brisbane. Antalet invånare är 727.
Omgivningarna runt Pormpuraaw är huvudsakligen savann. Trakten runt Pormpuraaw är nära nog obefolkad, med mindre än två invånare per kvadratkilometer. Savannklimat råder i trakten. Genomsnittlig årsnederbörd är 1 641 millimeter. Den regnigaste månaden är februari, med i genomsnitt 499 mm nederbörd, och den torraste är augusti, med 1 mm nederbörd.